# Южно-Уральский технологический университет
Южно-Уральский технологический университет — образовательное учреждение высшего образования, расположенное в г. Челябинске и имеющее представительства в других городах Челябинской области. Студенты и выпускники университета являются стипендиатами и призёрами конкурсов в сфере развития молодёжной науки, реализации молодёжной политики и развития спорта в Челябинске и Челябинской области. В университете работают известные учёные.

## История
Образовательное учреждение высшего образования «Южно-Уральский технологический университет» было основано 22 апреля 1996 г. Первоначальное название — «Институт управления и экономики».
В 1999 г. состоялся первый выпуск по специальностям «Бухгалтерский учёт, анализ и аудит», «Менеджмент», «Финансы и кредит».
В 2004 г. учреждение переименовано в «Южно-Уральский институт управления и экономики» (ЮУИУиЭ).

В 2011 г. Южно-Уральский институт управления и экономики стал лауреатом Всероссийского конкурса в сфере развития органов студенческого самоуправления «Студенческий актив».

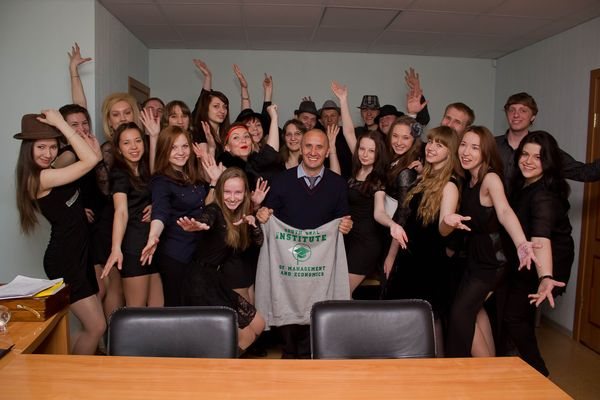
Студенческий актив ЮУИУиЭ, 2011 г.

В 2014 г. на базе учреждения при поддержке Германской службы академических обменов была проведена Международная летняя школа для немецких и российских студентов «Утопическая модерность: город, государство и промышленность на Южном Урале, 1890—2010 гг.».
В 2019 г. учреждение переименовано в «Южно-Уральский технологический университет» (ЮУТУ).

## Площадки университета

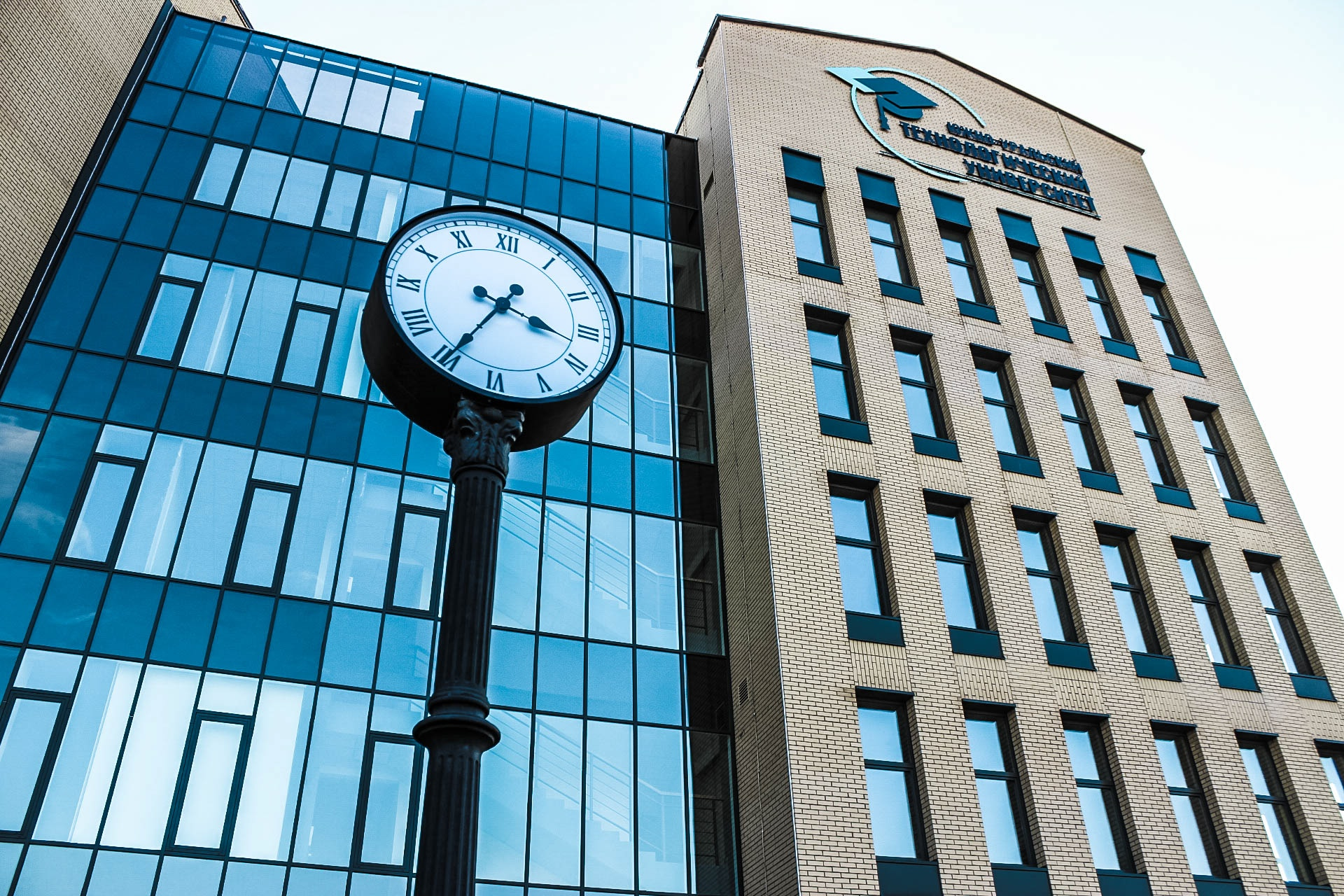
Комсомольский проспект, 113а

- г. Челябинск, Комсомольский проспект, 113а

- г. Челябинск, ул. Кожзаводская, 1

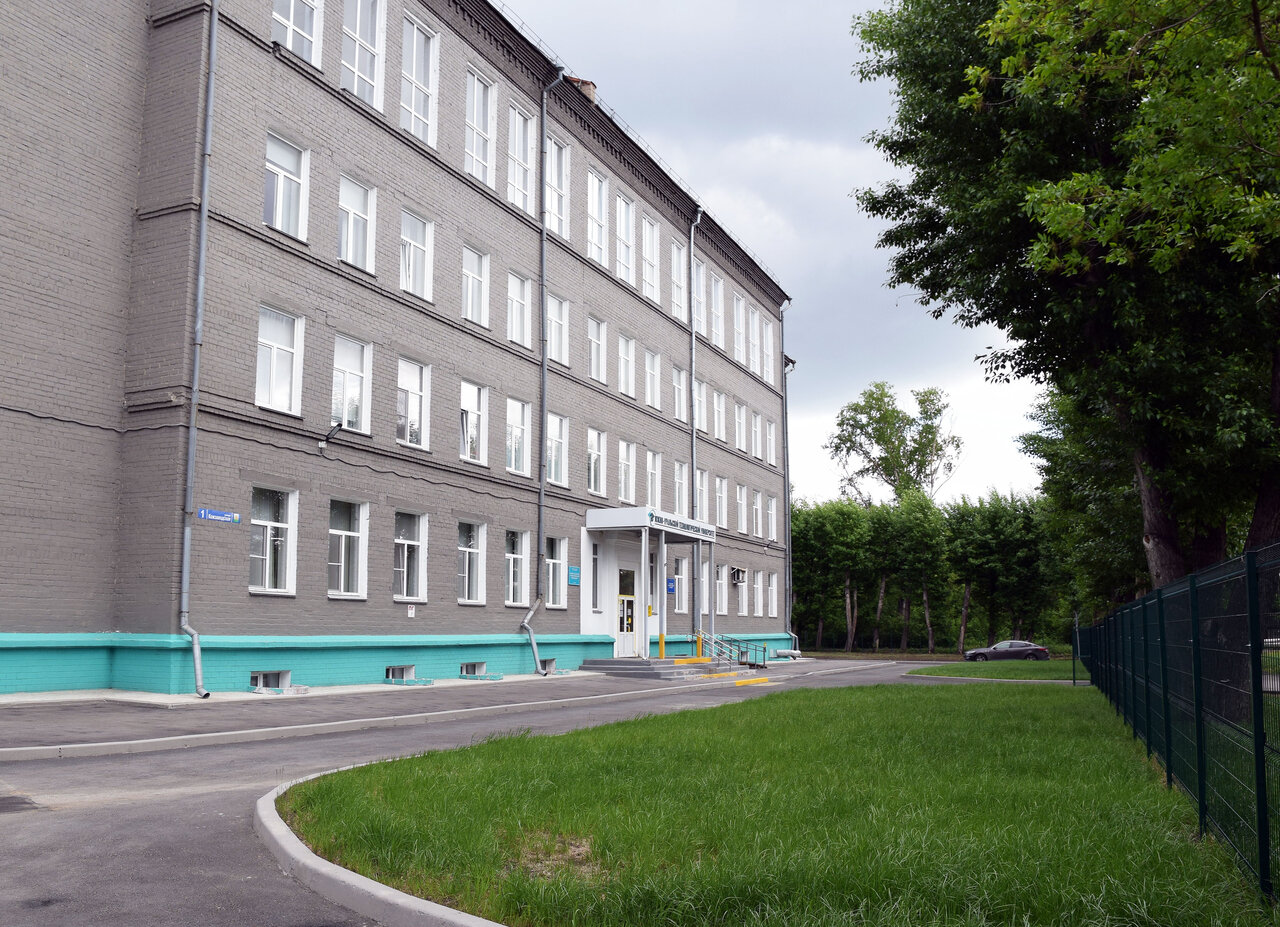
Кожзаводская, 1

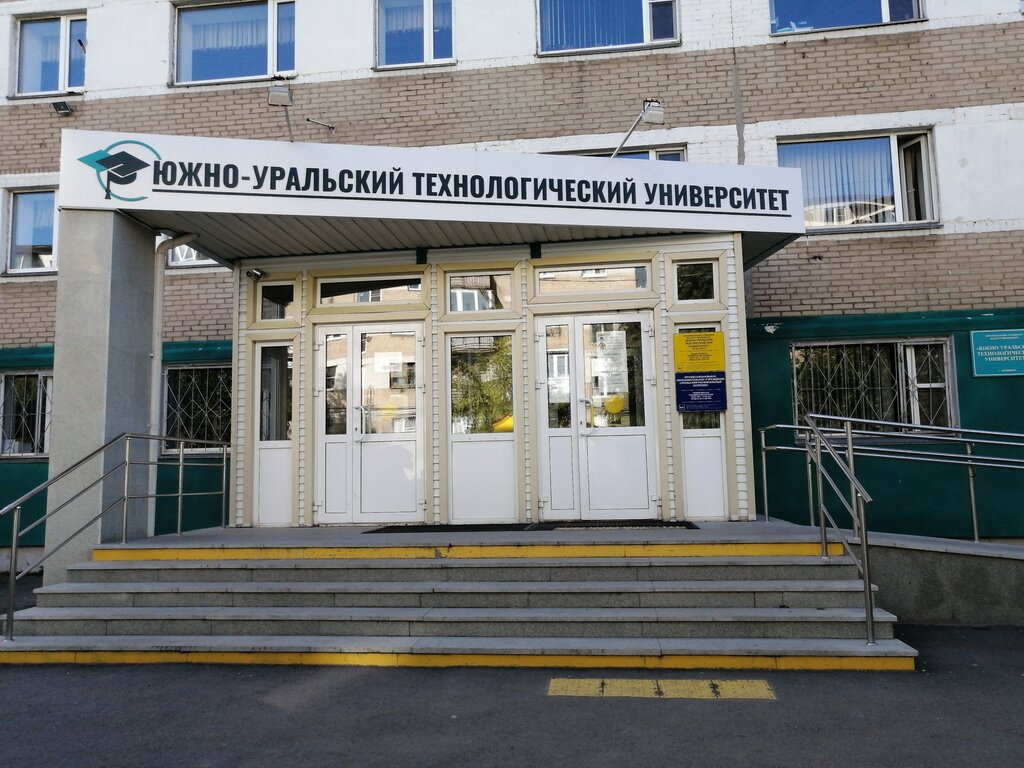
Комаровского, 9а

- г. Челябинск, ул. Комаровского, 9а

## Структура университета
- Кафедра «Экономика и управление»
- Кафедра «Лингвистика и гуманитарные дисциплины»
- Кафедра «Юриспруденция»
- Кафедра «Техника и технологии»
- Кафедра «Строительство, архитектура и дизайн»

## Ректорат
- Ректор. С 2000 г. — Анатолий Викторович Молодчик[8][16], д-р истор. наук.

С 1996 г. по 2000 г. ректор — Борис Игоревич Ровный, д-р истор. наук.
- Проректор по учебной работе. С 2018 г. — Алферова Людмила Владимировна, канд. экон. наук.

С 2003 г. по 2018 г. — Королёва Людмила Анатольевна, канд. пед. наук.
- Проректор по научной работе. С 2018 г. — Валько Данила Валерьевич, канд. экон. наук.

С 2011 г. по 2018 г. — Нагорная Оксана Сергеевна, д-р. истор. наук.
С 2005 г. по 2010 г. — Брагина Галина Николаевна, д-р. экон. наук.
- Проректор по внеучебной работе. С 2007 г. — Нагорная Мария Сергеевна, канд. истор. наук.
- Проректор по внешним связям и развитию. С 2005 г. — Ровный Борис Игоревич, д-р. истор. наук.
- Проректор по административно-хозяйственной части. С 2006 г. — Федосеев Александр Николаевич.

## Проекты
- Региональный молодёжный «Фестиваль науки» в ЮУТУ[18][19], приуроченный к Дню российской науки. Учрежден в 2014 г.
- Всероссийский конкурс социальной рекламы «Взгляд молодых»[20][21]. Учрежден в 2011 г.
- Всероссийская (с международным участием) научно-практическая конференция научных, научно-педагогических работников и аспирантов «Управление в современных системах»[22] с опубликованием сборника научных трудов[23]. Учреждена в 2010 г.
- Всероссийская (с международным участием) научно-практическая конференция научных, научно-педагогических работников, аспирантов и студентов «Современная техника и технологии в электроэнергетике и на транспорте: задачи, проблемы, решения»[24] с опубликованием сборника научных трудов[25]. Учреждена в 2017 г.
- Всероссийская конференция студентов, аспирантов и молодых ученых «Актуальные проблемы современной науки: взгляд молодых»[26] с опубликованием сборника научных трудов[27]. Учреждена в 2011 г.
- Открытый банк научных работ студентов ЮУТУ[28]

## Значимые издания
1. Рецензируемый научный журнал «Управление в современных системах»[29][30], ISSN 23111313. Включен в РИНЦ[31] и размещается в открытой библиотеке Cyberleninka.ru[32]. Учрежден 5 сентября 2013 г. В феврале 2020 г. включен в перечень изданий рекомендованных ВАК РФ по специальности 08.00.05 Экономика и управление народным хозяйством[33].
2. Челябинск: легенды и были / В. Боже, Г. Самигулов. Челябинск : Каменный пояс, 2013. 96 с. ISBN 978-5-88771-111-9